# Serps a l'avió
Serps a l'avió (o bé en anglès Snakes on a Plane però també abreviat SoaP i titulada al Japó com a Vol de serp (スネーク・フライト)) és una pel·lícula del gènere de Thriller i terror amb Samuel L. Jackson. Va ser llançat per New Line Cinema el 18 d'agost de 2006 als Estats Units. La pel·lícula va ser dirigida per David R. Ellis, i escrita per David Dalessandro, John Heffernan, i Sheldon Turner. En resposta a la gran quantitat de fans a Internet, New Line Cinema ha incorporat un servei en línia per als usuaris de la producció. Està doblada al català.
La pel·lícula va ser qualificada per MPAA, 15 per la BBFC i 14A per la CHVRS, per a un llenguatge obscè, escenes de sexe, i seqüències de terror i violència.

## Repartiment
- Samuel L. Jackson com a Neville Flynn
- Nathan Phillips com a Sean Jones
- Julianna Margulies com a Claire Miller
- Rachel Blanchard com a Mercedes Harbont
- Mark Houghton com a John Sanders
- Byron Lawson com a Eddie Kim
- Sunny Mabrey com a Tiffany
- Todd Louiso com a Price
- Flex Alexander com a Three G's/Clarence Dewey
- Kenan Thompson com a Troy
- James Hibbert com a Tim
- Bruce James com a Ken
- David Koechner com a Rick
- Bobby Cannavale com a Hank Harris
- Elsa Pataky com a Maria

## Llançament per DVD

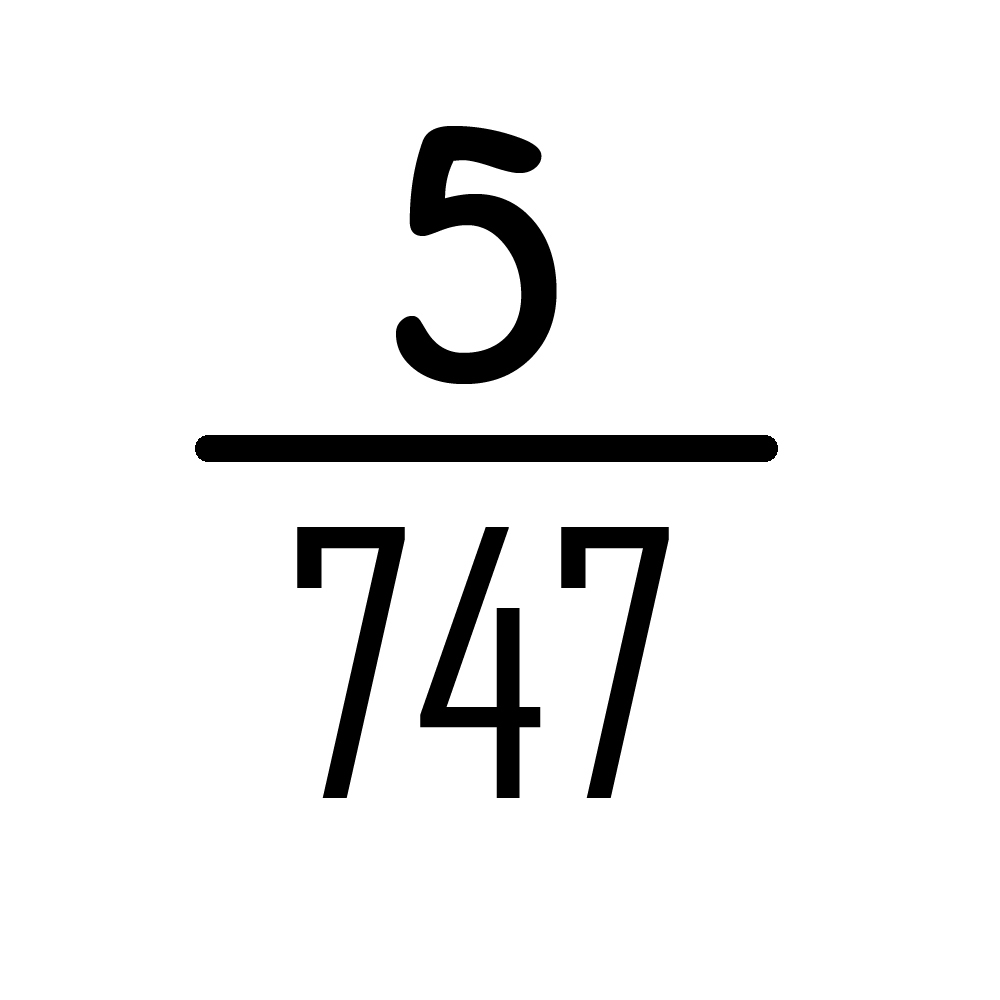
Vestiment que apareix sobre la pel·lícula

New Line Cinema va llançar "Serps a l'avió" en DVD el 2 de gener de 2007.
Característiques:
- Paquet col·leccionable
- Comentaris de l'estrella Samuel L. Jackson i el director David R. Ellis
- Escenes inèdites amb l'opció de comentaris del director David R. Ellis
- Pure Venom behind-the-scenes documental
- Snakes on a Blog featurette documenting the film's fan-based buzz
- Meet the Reptiles featurette about the snakes featured in the film
- Snakes on a Plane VFX featurette
- "Snakes on a Plane (Bring It)" – Cobra Starship amb The Academy Is…, Gym Class Heroes, i la banda sonora
- Teaser trailer
- Dos tràilers
- Cinc spots de TV
- Un ou de pasqua